# لکسوس تی‌ایکس
لکسوس تی‌ایکس یک کراس‌اوور اس‌یووی لوکس اندازه بزرگ با صندلی‌های سه ردیفه است که توسط برند ژاپنی لکسوس، بخش لوکس تویوتا تولید شده است. این محصول از سپتامبر ۲۰۲۳ تولید شده و به‌طور انحصاری در آمریکای شمالی عرضه می‌شود. تی‌ایکس بر روی پلت‌فرم محور جلو و تمام چرخ متحرک TNGA-K ساخته شده است که با تویوتا گرند هایلندر و کلوگر XU70 سایز متوسط مشترک است. تی‌ایکس همزمان با جی‌ایکس J250 در ۸ ژوئن ۲۰۲۳ معرفی شد. این خودرو با جایگزین‌شدن با آرایکس ال، تنها شاسی‌بلند سه ردیفه کراس‌اوور این برند است.

## بررسی

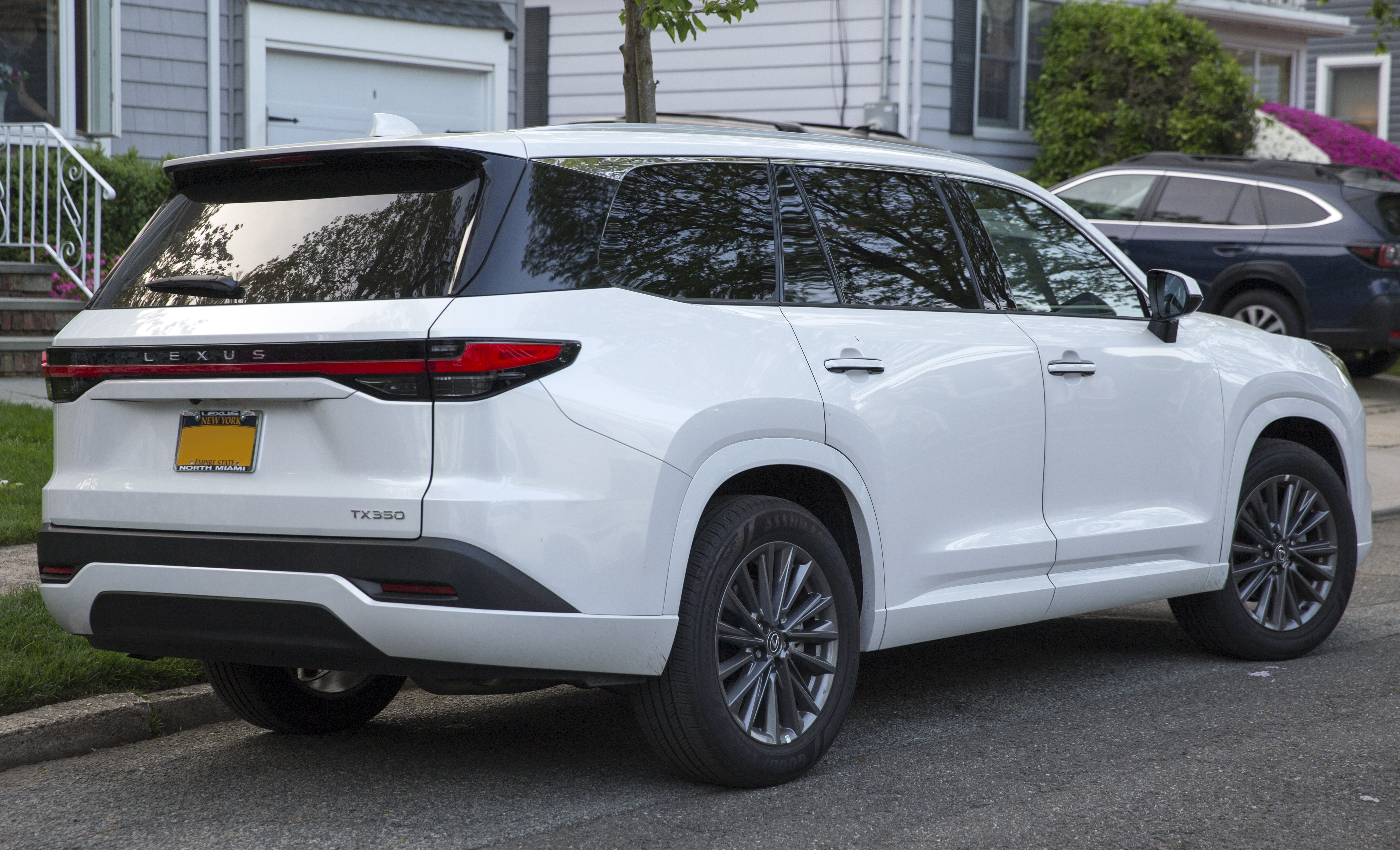
تی‌ایکس ۳۵۰ ۲۰۲۴ (نمای عقب)

تی‌ایکس در ۸ ژوئن ۲۰۲۳ به عنوان بخشی از پلت‌فرم GA-K تویوتا معرفی شد که به خودروهای اندازه متوسط و بزرگ با پیکربندی طرح‌بندی محور جلو یا تمام چرخ متحرک اختصاص داده شده است. پلت‌فرم جدید مرکز ثقل پایین و توزیع وزن بهینه را ارائه می‌دهد. برای بهبود عملکرد، بهبودهایی برای تقویت استحکام بدنه تی‌ایکس و به حداقل رساندن نویز، لرزش و سختی (NVH) ایجاد شد. جوش‌ها و چسب‌ها برای افزایش سفتی و استحکام مفصل خودرو از طریق اجزای چارچوب اصلی شاسی مشخص شده‌اند. تی‌ایکس در جلو از سامانه تعلیق مک فرسون و در عقب از سامانه تعلیق چند پیوندی بهره برده و همچنین مسیرهای جلو و عقب عریض را معرفی می‌کند.
در حالی که ال‌ایکس J310 در پیکربندی‌های چهار، پنج و هفت صندلی موجود است، تی‌ایکس تنها با پیکربندی شش و هفت صندلی در دسترس است. ردیف دوم دارای یک صندلی نیمکتی تاشونده با نسبت ۶۰:۴۰ یا دو صندلی کاپیتانی است.

## تجهیزات
یک نمایشگر ۱۴٫۰ اینچی اطلاعات و سرگرمی چند رسانه‌ای استاندارد در مدل‌های پایه قرار دارد که جدیدترین رابط کاربری سرگرمی لکسوس را اجرا می‌کند. اپل کارپلی بی‌سیم و اندروید اتو به‌علاوه یک سیستم ناوبری یکپارچه در داشبورد و یک سیستم شارژ بی‌سیم گوشی هوشمند استاندارد هستند. یک صفحه نمایش گیج دیجیتال ۱۲٫۳ اینچی برای نمایش اطلاعات به راننده و همچنین یک نمایشگر هدآپ به‌طور اختیاری قابل سفارش هستند. سیستم صوتی استریوی پریمیوم مارک لوینسون با ۲۱ بلندگو به‌صورت اختیاری قابل انتخاب هست.
رینگ‌های ۲۰ اینچی در تیپ‌های پریمیوم و لاکچری استاندارد هستند. رینگ‌های ۲۲ اینچی برای تی‌ایکس ۳۵۰ لاکچری در دسترس هستند و به صورت استاندارد در ۵۵۰اچ+ عرضه می‌شوند. ۵۰۰اچ اف اسپورت پرفورمنس دارای رینگ‌های ۲۲ اینچی منحصربه‌فرد است. تی‌ایکس دارای فضای صندوق بار ۲۰٫۲ فوت مکعب (۵۷۰ لیتر) با باز بودن تمام صندلی‌ها است. با پایین آوردن صندلی‌های ردیف سوم، فضا به ۵۷٫۴ فوت مکعب (۱٬۶۳۰ لیتر) افزایش می‌یابد. با پایین آمدن صندلی‌های ردیف دوم و سوم نیز، فضای صندوق بار به ۹۷ فوت مکعب (۲٬۷۰۰ لیتر) می‌رسد. تی‌ایکس بسته به تیپ در سه رنگ داخلی ارائه می‌شود: فلفلی، طوسی و مشکی.
تی‌ایکس دارای پیشرفته‌ترین سیستم ایمنی این برند است. این سیستم شامل سیستم پیش از برخورد با تشخیص عابر پیاده، کنترل کروز راداری دینامیک، کمک ردیابی بین خطوط، هشدار خروج از خط با کمک فرمان، کمک علائم جاده و کمک رانندگی فعال است. پکیج ادونسد پارک امکان پارک/خروج عمودی و موازی بدون عارضه را فراهم می‌کند. علاوه بر این، دستیار ترافیک از طریق اشتراک در دسترس است. این دستیار، برای نظارت بر ترافیک اطراف در شرایط رانندگی با سرعت کم در جاده‌های دسترسی محدود طراحی شده است و به خودرو اجازه می‌دهد تا به‌طور مستقل به جلو حرکت کند و برای حفظ فاصله ایمن بین تی‌ایکس و خودروی جلویش ترمز کند.

## پیشرانه
تی‌ایکس جایگزین آرایکس ال سه ردیفه شده و تنها کراس‌اوور سه ردیفه لکسوس است. تی‌ایکس سه پیکربندی را ارائه می‌دهد: تی‌ایکس ۳۵۰، تی‌ایکس ۵۰۰اچ هیبریدی، و تی‌ایکس ۵۵۰اچ+ پلاگین هیبریدی. تی‌ایکس ۳۵۰ از یک موتور ۲٫۴ لیتری توربوشارژر چهار سیلندر با قدرت ۲۷۵ اسب بخار (۲۷۹ اسب بخار متری؛ ۲۰۵ کیلووات) استفاده می‌کند؛ تی‌ایکس۵۰۰اچ اف اسپورت پرفورمنس دارای ۳۶۶ اسب بخار (۳۷۱ اسب بخار متری؛ ۲۷۳ کیلووات) است و موتور ۳٫۵ لیتری وی۶ تی‌ایکس ۵۵۰اچ+ دارای قدرت ۴۰۶ اسب بخار (۴۱۲ اسب بخار متری؛ ۳۰۳ کیلووات) است. مدل هیبریدی دارای باتری ۱٫۴ کیلووات ساعت، ۲۸۸ ولت لیتیوم یون جفت شده با موتورهای الکتریکی دوگانه با قدرت ۱۰۱ اسب بخار (۷۵ کیلووات) و ۸۵ اسب بخار (۶۳ کیلووات) است. مدل پلاگین هیبریدی دارای باتری لیتیوم یون ۳۵۵٫۲ ولتی ۱۸٫۱ کیلووات ساعتی و جفت شده با موتورهای الکتریکی دوگانه با قدرت ۱۰۱ اسب بخار (۷۵ کیلووات) و ۱۷۹ اسب بخار (۱۳۳ کیلووات). محدوده تمام الکتریکی برای مدل پلاگین هیبریدی ۵۳٫۱ کیلومتر (۳۳٫۰ مایل) رتبه‌بندی شده است.
| تیپ                                | مدل      | کد موتور | حجم                                                            | قدرت | گشتاور | خروجی سیستم ترکیبی                                                          | باتری                                         | کد مدل | جعبه‌د.                  | طرح             | مدل سال      |
| ---------------------------------- | -------- | -------- | -------------------------------------------------------------- | --- | --- | --------------------------------------------------------------------------- | --------------------------------------------- | ------ | ----------------------- | --------------- | ------------ |
| موتور بنزینی                       | TX 350   | T24A-FTS | ۲٬۳۹۳ سانتی‌متر مکعب (۲٫۴ لیتر) موتور چهارسیلندر خطی توربوشارژر | ۲۰۵ کیلووات (۲۷۵ اسب بخار) @ 6,000 rpm                                                                      | ۴۳۰ نیوتن متر (۴۳٫۸ کیلوگرم متر؛ ۳۱۷ پوند-فوت) @ 1,700-3,000 rpm | -                                                                           | -                                             | TAUA10 | 8-speed جعبه‌دنده خودکار | خودروی محور جلو | 2024–present |
| موتور بنزینی                       | TX 350   | T24A-FTS | ۲٬۳۹۳ سانتی‌متر مکعب (۲٫۴ لیتر) موتور چهارسیلندر خطی توربوشارژر | ۲۰۵ کیلووات (۲۷۵ اسب بخار) @ 6,000 rpm                                                                      | ۴۳۰ نیوتن متر (۴۳٫۸ کیلوگرم متر؛ ۳۱۷ پوند-فوت) @ 1,700-3,000 rpm | -                                                                           | -                                             | TAUA15 | 8-speed جعبه‌دنده خودکار | AWD             | 2024–present |
| Petrol خودروی برقی دوگانه          | TX 500h  | T24A-FTS | ۲٬۳۹۳ سانتی‌متر مکعب (۲٫۴ لیتر) موتور چهارسیلندر خطی توربوشارژر | Engine: ۲۰۲ کیلووات (۲۷۱ اسب بخار) @ 6,000 rpm ETM: ۶۳ کیلووات (۸۵ اسب بخار) RM: ۷۵ کیلووات (۱۰۱ اسب بخار)  | Engine: ۴۶۰ نیوتن متر (۴۶٫۹ کیلوگرم متر؛ ۳۳۹ پوند-فوت) @ 2,000-3,600 rpm ETM: ۲۹۲ نیوتن متر (۲۹٫۸ کیلوگرم متر؛ ۲۱۵ پوند-فوت) RM: ۱۶۸ نیوتن متر (۱۷٫۱ کیلوگرم متر؛ ۱۲۴ پوند-فوت) | ۲۷۳ کیلووات (۳۶۶ اسب بخار) / ۵۵۰ نیوتن متر (۵۶٫۱ کیلوگرم متر؛ ۴۰۶ پوند-فوت) | ۱٫۸ کیلووات ساعت، 288V باتری نیکل– هیدرید فلز | TAUH15 | 6-speed جعبه‌دنده خودکار | AWD (DIRECT4)   |              |
| Petrol خودروی برقی دوگانه          | TX 500h  | T24A-FTS | ۲٬۳۹۳ سانتی‌متر مکعب (۲٫۴ لیتر) موتور چهارسیلندر خطی توربوشارژر | Engine: ۲۰۲ کیلووات (۲۷۱ اسب بخار) @ 6,000 rpm ETM: ۶۳ کیلووات (۸۵ اسب بخار) RM: ۷۵ کیلووات (۱۰۱ اسب بخار)  | Engine: ۴۶۰ نیوتن متر (۴۶٫۹ کیلوگرم متر؛ ۳۳۹ پوند-فوت) @ 2,000-3,600 rpm ETM: ۲۹۲ نیوتن متر (۲۹٫۸ کیلوگرم متر؛ ۲۱۵ پوند-فوت) RM: ۱۶۸ نیوتن متر (۱۷٫۱ کیلوگرم متر؛ ۱۲۴ پوند-فوت) | ۲۷۳ کیلووات (۳۶۶ اسب بخار) / ۵۵۰ نیوتن متر (۵۶٫۱ کیلوگرم متر؛ ۴۰۶ پوند-فوت) | ۱٫۸ کیلووات ساعت، 288V باتری نیکل– هیدرید فلز | TAUH15 | 6-speed جعبه‌دنده خودکار | AWD (DIRECT4)   | 2024–present |
| Petrol خودروی اتصال برقی دوگانه‌سوز | TX 550h+ | 2GR-FXS  | ۳٬۴۵۶ سانتی‌متر مکعب (۳٫۵ لیتر) موتور وی۶                       | Engine: ۱۹۳ کیلووات (۲۵۹ اسب بخار) @ 6,000 rpm TM: ۱۳۳ کیلووات (۱۷۹ اسب بخار) RM: ۷۵ کیلووات (۱۰۱ اسب بخار) | Engine: ۲۷۰ نیوتن متر (۲۷٫۵ کیلوگرم متر؛ ۱۹۹ پوند-فوت) @ 4,600 rpm TM: ۲۹۲ نیوتن متر (۲۹٫۸ کیلوگرم متر؛ ۲۱۵ پوند-فوت) RM: ۱۶۸ نیوتن متر (۱۷٫۱ کیلوگرم متر؛ ۱۲۴ پوند-فوت)        | ۳۰۱ کیلووات (۴۰۴ اسب بخار)                                                  | ۱۸٫۱ کیلووات ساعت، 355.2V باتری یون‌لیتیم      | GYU15  | جعبه‌دنده متغیر پیوسته   | AWD (DIRECT4)   |              |
| Petrol خودروی اتصال برقی دوگانه‌سوز | TX 550h+ | 2GR-FXS  | ۳٬۴۵۶ سانتی‌متر مکعب (۳٫۵ لیتر) موتور وی۶                       | Engine: ۱۹۳ کیلووات (۲۵۹ اسب بخار) @ 6,000 rpm TM: ۱۳۳ کیلووات (۱۷۹ اسب بخار) RM: ۷۵ کیلووات (۱۰۱ اسب بخار) | Engine: ۲۷۰ نیوتن متر (۲۷٫۵ کیلوگرم متر؛ ۱۹۹ پوند-فوت) @ 4,600 rpm TM: ۲۹۲ نیوتن متر (۲۹٫۸ کیلوگرم متر؛ ۲۱۵ پوند-فوت) RM: ۱۶۸ نیوتن متر (۱۷٫۱ کیلوگرم متر؛ ۱۲۴ پوند-فوت)        | ۳۰۱ کیلووات (۴۰۴ اسب بخار)                                                  | ۱۸٫۱ کیلووات ساعت، 355.2V باتری یون‌لیتیم      | GYU15  | جعبه‌دنده متغیر پیوسته   | AWD (DIRECT4)   | 2024–present |